# علي خميس عيسى
علي خميس عيسى (ولد في 9 أغسطس 1986) هو لاعب كرة يد بحريني يلعب لصالح نادي الإتفاق البحريني ومنتخب البحرين لكرة اليد.
شارك في بطولة العالم لكرة اليد للرجال 2017 حيث ساهم في احتلال منتخب البحرين المركز الثالث والعشرون.